# Liste koptischer Kirchen und Klöster
Liste von Kirchen und Klöstern der Koptischen Kirche.

## Liste

### Ägypten
- Christi-Geburt-Kathedrale, Neue Hauptstadt Ägyptens
- Erzengel Michael-Kathedrale, Assuan
- Koptisch-orthodoxe Kathedrale St. Markus, Alexandria[1]
- Hängende Kirche, die Kanisa Mu'allaqa, Kairo[2]
- Koptisch-orthodoxe Kathedrale St. Markus, ʿAbbāsīya, Kairo[3]
- Koptisch-orthodoxe Kathedrale St. Markus, Azbakeya, Kairo[4]
- Koptische St.-Georgskirche Heliopolis, Kairo
- Koptische Markuskirche (Heliopolis), Kairo
- Koptische St.-Marienkirche, Masarra, Kairo
- Koptische St.-Barbarakirche, Kairo[5]
- Koptisch-orthodoxe Marienkirche, Zeitoun, Kairo (vgl. Marienerscheinung von Zeitoun)
- St. Peter und Paul (Kairo)

Klöster:
- Antoniuskloster, Arabische Wüste[6]
- Boromäoskloster, Dair al-Baramus, Sketische Wüste (Wadi an-Natrun)[7]
- Damianakloster, Deir el-Sitt Damiana, Sohag, Sauhadsch
- Fanakloster (Abu Fana-Kloster, Apa Bane-Kloster), Kloster des Kreuzes, Westliche Wüste[8]
- Makarioskloster, Dair Anbā Maqār, Sketische Wüste
- Menaskloster, Westliche Wüste bei Alexandria, großes Pilgerkloster der Abu Menas
- Pauluskloster, Anba-Pola-Kloster, Arabische Wüste
- Pischoikloster, Dair Anba Bischoi, Sketische Wüste[9]
- Rotes Kloster, St. Pischoikloster, Sohag, Sauhadsch[10]
- Kloster der Syrer, Dair as-Suryan, ein Marienkloster, Sketische Wüste[11]
- Weißes Kloster, St. Schenudakloster, Sohag, Sauhadsch
- Simeonskloster (Assuan)
- Kloster des Heiligen Matthäus des Töpfers

### Australien
- Saint Mark Church Kaleen, Canberra
- Saint Mary, Saint Pakhom & Saint Shenouda Church Kirrawee, Sydney, New South Wales
- Saint Mary & Saint Mercurius Church Rhodes, Sydney, New South Wales

### Deutschland
- St.-Michael-Kirche in Altena
- Koptische Kirche St. Antonius und St. Schenuda, Berlin
- St. Markus Koptisch-Orthodoxe Kirche, Frankfurt am Main
- St.-Mina-Kirche, München: Weblink
- St.-Georg-Kirche, Stuttgart
- St. Maria und St. Mauritius, Wilhelmshaven-Voslapp

Klöster: 
- St.-Antonius-Kloster Kröffelbach, Waldsolms
- Kloster Brenkhausen (ehem. Zisterzienserinnenkloster)

### Israel
- Koptische Kirche St. Sergius, Haifa
- Koptische Kirche St. Antonius, Jaffa[12]
- Koptische Verkündigungskirche, Nazareth[13]

### Jordanien
- Koptische Kirche, Amman

### Italien
- Koptische Kirche San Pietro Celestino, Mailand[14]

### Kanada
- Saint Mina & Saint Cyril Church, Mississauga
- Saint Georges & Saint Rueiss Church, Toronto

### Neuseeland
- Coptic Church, Dunedin

### Österreich
- Koptische Kirche der heiligen Jungfrau von Zeitoun zu Wien, Bischofskirche des koptischen Bistums für Österreich und die deutschsprachige Schweiz
- Koptische Markuskirche Wien[15]
- Koptische Kirche der heiligen drei Jünglinge in Wien
- Koptische Kirche des heiligen Minas in Wien
- Koptische Kirche Maria vom Siege in Wien
- Koptische Kirche der Heiligen Demiana und des Heiligen Abanob in Wien

Klöster:
- St. Antonious Kloster Obersiebenbrunn
- St. Hanna Kloster Schönfeld

### Sudan
- Koptisch-orthodoxe Kathedrale, Khartum

### Vereinigtes Königreich
- Saint Mary and Saint Abraam Church, Brighton and Hove
- Saint Mary & Saint Shenouda Church, Coulsdon
- Saint Mary & Saint Mina Church, Heaton Moor

### Vereinigte Staaten
- Coptic St. Georges Church Norristown PA
- Coptic St. Mark Church Bellaire TX
- Coptic St. Georges & St. Shenouda Church Jersey City NJ[16]
- Coptic Orthodox Church of Archangel Michael and Saint St Mena Great Kills, Staten Island NY[17]
- St. Abraam Coptic Orthodox Church Woodbury NY